# Poya-Obaga
Pour les articles homonymes, voir Poya (homonymie).
Ne doit pas être confondu avec Poya (Burkina Faso).
Poya-Obaga est une localité située dans le département de Karangasso-Vigué de la province du Houet dans la région des Hauts-Bassins au Burkina Faso.

## Éducation et santé
Le centre de soins le plus proche de Poya-Obaga est le centre de santé et de promotion sociale (CSPS) de Poya.